# حسن إيرلو
حسن إدريس إيرلو (1959 - 20 ديسمبر 2021) دبلوماسي إيراني، ولد في محافظة طهران الإيرانية في مدينة (شهر ري)، حيثُ أنهى دراسته الابتدائية في طهران في منطقة (بوابة دولاب)، ثم أكمل دراسته الجامعية في جامعة وزارة الخارجية في قسم العلاقات الدولية ليحصل منها على شهادة دكتوراه ويبدأ عمله مع وزارة الخارجية. يُعتبر أيضًا مسؤول في فيلق القدس الإيراني، الذراع الخارجية للحرس الثوري الإسلامي وعنصر مركزي في جهود طهران لإبراز قوتها في اليمن وسوريا وأماكن أخرى في الشرق. بعد عدة سنوات من العمل في وزارة الخارجية الإيرانية تسلم حسن ايرلو منصب مدير قسم اليمن في الوزارة، وقد تم تعيينه سفيرا لجمهورية إيران الإسلامية لدى حكومة الإنقاذ الوطني في اليمن.

## خلفية
اليمن في حالة حرب منذ 2015، بين القوات التابعة للحكومة المدعومة من تحالف مسلح بقيادة السعودية والحوثيين المدعومين من إيران، الذين يسيطرون على عدة مناطق في البلاد، بما في ذلك العاصمة صنعاء، منذ سبتمبر 2014. في أغسطس 2019، عينت جماعة الحوثي سفيرا لها في طهران، وسط إدانة للحكومة اليمنية. وكان إرلو قد وصل إلى صنعاء في أكتوبر 2020، بعد تعيينه سفيرا لإيران لدى الحوثيين، وبذلك تكون إيران هي الدولة الوحيدة التي عينت سفيراً للمناطق التي يسيطر عليها الحوثيون.

## في اليمن
في 25 فبراير 2020، أكدت الولايات المتحدة الأمريكية، أن المسؤول الإيراني الذي وصل صنعاء عضو في الحرس الثوري الإيراني ومرتبط بحزب الله اللبناني. وقالت مورغان أورتاغوش المتحدثة باسم الخارجية الأمريكية في تغريدة إن النظام الإيراني قام بتهريب عضو الحرس الثوري الإيراني المرتبط بحزب الله اللبناني إلى اليمن تحت غطاء ”السفير“ لدى مليشيا الحوثي ”.
الحكومة اليمنية أدانت الخطوة الإيرانية وقالت إن استمرار سلوك النظام الإيراني من قبل العصابات والتنظيمات الإرهابية بتهريب الأسلحة والأفراد إلى مليشيا الانقلاب الحوثي يؤكد عدوانية هذا النظام ونواياه الخبيثة تجاه اليمنيين.
وكانت الحكومة اليمنية، قد وجهت في 24 فبراير 2020، رسالة إلى مجلس الأمن الدولي بشأن قيام النظام في إيران بتهريب أحد أعضائه إلى الجمهورية اليمنية وتنصيبه «سفيرا» لمليشيا الانقلاب الحوثي، في انتهاك واضح للقانون الدولي. وقرارات مجلس الأمن، بما في ذلك القرار 2216. فيما طالب مجلس الوزراء اليمني، بإدانة تصرفات إيران حفاظا على القواعد المنظمة للعلاقات الدولية، محذرا من أن إيران ستواصل تدخلها في الشأن اليمني.

### محاكمة
في 31 مارس 2021، عقدت المحكمة العسكرية، للنظر في القضية الجنائية رقم 6 لسنة 2020م والخاصة باتهام المدعو حسن إدريس إيرلو، وهو ضابط في الحرس الثوري الإيراني (إيراني الجنسية)، بالدخول متنكراً إلى أراضي الجمهورية اليمنية والتجسس، والاشتراك في الجرائم مع العدو الحوثي وارتكاب جرائم عسكرية وجرائم حرب. أمرت المحكمة بضم ملف القضية أعلاه إلى القضية الجنائية رقم 4 لسنة 2020م الخاصة بمحاكمة المتهم عبد الملك الحوثي و174 أخرين بتهمة الانقلاب العسكري على النظام الجمهوري والتخابر مع دولة أجنبية (إيران) وارتكاب جرائم عسكرية وجرائم حرب.

## وفاته
في 21 ديسمبر 2021، أعلنت وزارة الخارجية الإيرانية، أن مبعوثها لدى ميليشيات الحوثي اليمنية قد توفي بعد أن أُعيد إلى البلاد نهاية الأسبوع الماضي «في حالة صحية سيئة إثر إصابته بـكوفيد-19»، وهي مزاعم شككت فيها أطراف يمنية، مرجحةً إصابته في إحدى المواجهات الدائرة في اليمن ضد الشرعية. وقالت الوزارة في بيان صادر عن وكالة الأنباء الإيرانية، إن «السفير الإيراني لدى حكومة الإنقاذ الوطني (غير المعترف بها دولياً) في اليمن حسن إرلو، توفي متأثراً بإصابته بفيروس كورونا رغم المتابعة الطبية». في وقت سابق، أفادت وكالة الأناضول أن حسن إرلو كان قد تم إجلاءه من صنعاء يوم السبت على متن طائرة إجلاء طبي عراقية.
تحدثت بيانات النعي الإيرانية الرسمية أن حسن إيرلو أحد قادة المقاومة وكان قائداً جسوراً ووصفته بالشهيد الذي استشهد وهو يؤدي مهمته.